# Protoglossus koehleri
Protoglossus koehleri is een diersoort in de taxonomische indeling van de Hemichordata. Het dier behoort tot het geslacht Protoglossus en behoort tot de familie Harrimaniidae. De wetenschappelijke naam van de soort werd voor het eerst geldig gepubliceerd in 1900 door Caullery & Mesnil.